# Stambeno pravo (udruženje)
Stambeno pravo (fr: Droit Au Logement, skraćeno DAL) je udruženje nastalo 1990. u Parizu i cilj im je ostvarivanje prava na krov nad glavom za najugroženije delove stanovništva (loše skućenih i beskućnika) i pronalaženje prikladnog smeštaja za njih. 
U maju 1990. je 48 domaćinstava, pretežno porodica sa decom, izbačeno iz dve skvotirane zgrade u 20. distriktu Pariza. Uz podršku lokalnih aktivista, familije su organizovale kampovanje koje je trajalo četiri meseca. Zahvaljujući mobilizaciji mnogih udruženja, sindikata i nekih levičarskih partija, izborili su se za smeštaj svih porodica. Tako je udruženje nastalo. 
Od tada je udruženje više puta uspevalo kampanjama, pritiscima, bespravnim useljenjima, kampovanjem na ulici i demonstracijama, da “natera” vlast da pruži smeštaj hiljadama ljudi, emigrantima, francuskim familijama, beskućnicima, itd. 
Neke akcije, poput zauzimanja ulice u pariskom distriktu Sen Žermen 1994. godine, su bile dosta spektakultarne i dobro propraćene od strane medija. 
Stambeno pravo je pravni koncept prema kome svaka osoba ima pravo na pristojan smeštaj. U Francuskoj je ovo pravo garantovano zakonom iz maja 1990. 

## Spoljašnje veze
- Droit Au Logement